# 16242 Licato
A 16242 Licato (ideiglenes jelöléssel (16242) 2000 GT126) a Naprendszer kisbolygóövében található aszteroida. A LINEAR projekt keretében fedezték fel 2000. április 7-én.